# Shingon (Mantra)
Shingon ist die sinojapanische Lesung von Zhēnyán (真言, ‚wahres Wort’), der chinesischen Übersetzung des Sanskrit-Terminus Mantra (मन्त्र). Diese Mantras werden mit Ausnahme der Jōdo-Schulen von vielen buddhistischen Denominationen Japans verwendet. Sie gelangten einst in chinesischer Transliteration ins Land, d. h. die Aussprache war, so gut es die Struktur des Chinesischen erlaubte, in chinesischen Schriftzeichen geschrieben. Für diese chinesischen Zeichen benutzte man nun eine sino-japanische Lesung, so dass die ursprüngliche Lautung nur noch in groben Zügen erkennbar ist. Nachfolgend ein Beispiel aus dem Herz-Sutra (Hannya shin-gyō):
Sanskrit: gate gate pāragate pārasaṃgate bodhi svāhā
Chinesisch: Jiēdì, jiēdì, bōluó jiēdì, bōluósēng jiēdì, pútí suōpóhē (羯諦 羯諦 波羅羯諦 波羅僧羯諦 菩提薩婆訶)
Japanisch: gyatei gyatei haragyatei harasōgyatei bōji sowaka (羯諦 羯諦 波羅羯諦 波羅僧羯諦 菩提薩婆訶)
Die Geschwindigkeit der Intonation wie auch das partielle Dehnen von Silben variiert in den einzelnen Schulrichtungen.

## Beispiele
Eine Reihe von Buddhas, Bodhisattvas und Lichtkönigen spielt als „Dreizehn Buddhas“ (Jūsanbutsu 十三仏) in der Shingon-Schule und in der Tendai-Schule eine besondere Rolle. Nachfolgend die zur Anrufung bzw. Visualisierung verwendeten Mantras:
1. Fudōmyōō (不動明王, Acala):
(Sanskrit)[3] namaḥ samanta vajrāṇāṃ caṇḍa mahāroṣaṇa sphoṭaya hūṃ traṭ hāṃ māṃ
(Shingon) nōmaku sanmanda bazara dan senda makaroshada sowataya untarata kanman
(ノウマク・サンマンダ・バザラダン・センダマカロシャダ・ソワタヤ・ウン・タラタ・カン・マン)
(Tendai) namaku samanda bazaranan senda makaroshana sowataya untarata kanman
(ナマク・サマンダ・バサラナン・センダ・マカロシャナ・ソワタヤ・ウンタラタ・カンマン)
2. Shaka nyorai (釈迦如来, Sakyamuni):
(Sanskrit) namaḥ samanta buddhānāṃ bhaḥ
(Shingon) nōmaku sanmanda bodanan baku (ノウマク・サンマンダ・ボダナン・バク)
(Tendai) namaku samanda bodanan ba (ナマク・サマンダ・ボダナン・バ)
3. Monju bosatsu (文殊菩薩, Manjushri):
(Sanskrit) oṃ a ra pa ca na
(Shingon) on arahashanō (オン・アラハシャノウ)
(Tendai) on a ra ha sha na (オン・ア・ラ・ハ・シャ・ナ)
4. Fugen bosatsu (普賢菩薩, Samantabhadra):
(Sanskrit) oṃ samayas tvaṃ
(Shingon) on sanmaya satoban (オン・サンマヤ・サトバン)
(Tendai) on samaya sataban (オン・サマヤ・サタバン)
5. Jizō bosatsu (地蔵菩薩, Ksitigarbha):
(Sanskrit) oṃ ha ha ha vismaye svāhā
(Shingon) on kakaka bisanmaei sowaka (オン・カカカ・ビサンマエイ・ソワカ)
(Tendai) on kakakabi samaei sowaka (オン・カカカビ・サマエイ・ソワカ)
6. Miroku bosatsu (弥勒菩薩, Maitreya):
(Sanskrit) oṃ maitreya svāhā
(Shingon) on maitareiya sowaka (オン・マイタレイヤ・ソワカ)
(Tendai) on maitariya sowaka (オン・マイタリヤ・ソワカ)
7. Yakushi nyorai (薬師如来, Bhaisajyaguru):
(Sanskrit) oṃ huru huru caṇḍāli mātangi svāhā
(Shingon) on korokoro sendari matōgi sowaka (オン・コロコロ・センダリ・マトウギ・ソワカ)
(Sanskrit) oṃ bhaiṣajye bhaiṣajye bhaiṣajya samudgate svāhā
(Tendai) on baiseizeibaiseizei baiseijasanborgyatei sowaka (オン・バイセイゼイバイセイゼイ・バイセイジャサンボリギャテイ・ソワカ)
8. Kanzeon bosatsu (観世音菩薩, Avalokitesvara):
(Sanskrit) oṃ ārolik svāhā
(Shingon) on arorikya sowaka (オン・アロリキャ・ソワカ)
(Tendai) on arorikya sowaka (オン・アロリキャ・ソワカ)
9. Seishi bosatsu (勢至菩薩, Mahasthamaprapta):
(Sanskrit) oṃ saṃ jaṃ jaṃ saḥ svāhā
(Shingon) on san zan saku sowaka (オン・サン・ザン・サク・ソワカ)
(Tendai) on sanzen zensaku sowaka (オン・サンゼン・ゼンサク・ソワカ)
10. Amida nyorai (阿弥陀如来, Amitabha):
(Sanskrit) oṃ amṛta teje hara hūṃ
(Shingon) on amirita teisei kara un (オン・アミリタ・テイセイ・カラ・ウン)
(Tendai) on amirita teisei kara un (オン・アミリタ・テイセイ・カラ・ウン)
11. Ashuku nyorai (阿閦如来, Akshobhya):
(Sanskrit) oṃ akṣobhya hūṃ
(Shingon) on akishubiya un (オン・アキシュビヤ・ウン)
(Tendai) on akishubiya un (オン・アキシュビヤ・ウン)
12. Dainichi nyorai (大日如来, Vairocana):
(Sanskrit) oṃ a vi ra hūṃ khaṃ vajradhātu vaṃ
(Shingon) on abiraunken basara datoban (オン・アビラウンケン・バサラ・ダトバン)
(Tendai) on abiraunken basara datoban (オン・アビラウンケン・バサラ・ダトバン)
13. Kokūzō bosatsu (虚空蔵菩薩, Akashagarbha):
(Sanskrit) namo ākāśagarbhaya oṃ ārya kamari mauli svāhā
(Shingon) nōbō akyashakyarabaya on arikya mari bori sowaka (ノウボウ・アキャシャキャラバヤ・オン・アリキャ・マリ・ボリ・ソワカ)
(Tendai) namo akyashagerubaya onarikya maribori sowaka (ナモ・アキャシャゲルバヤ・オンアリキャ・マリボリ・ソワカ)

Im Shingon- und Kegon-Buddhismus ist das Mantra des Lichts ebenfalls sehr wichtig:
kōmyō shingon (光明真言): skr. oṃ amogha vairocana mahā-mudrā maṇi-padma-jvāla pravartaya hūṃ
(Shingon-Schule) on abokya beiroshanō makabodara mani handoma jinbara harabaritaya un (オン・アボキャ・ベイロシャノウ・マカボダラ・マニ・ハンドマ・ジンバラ・ハラバリタヤ・ウン)